# Artur Jost Pfleghar

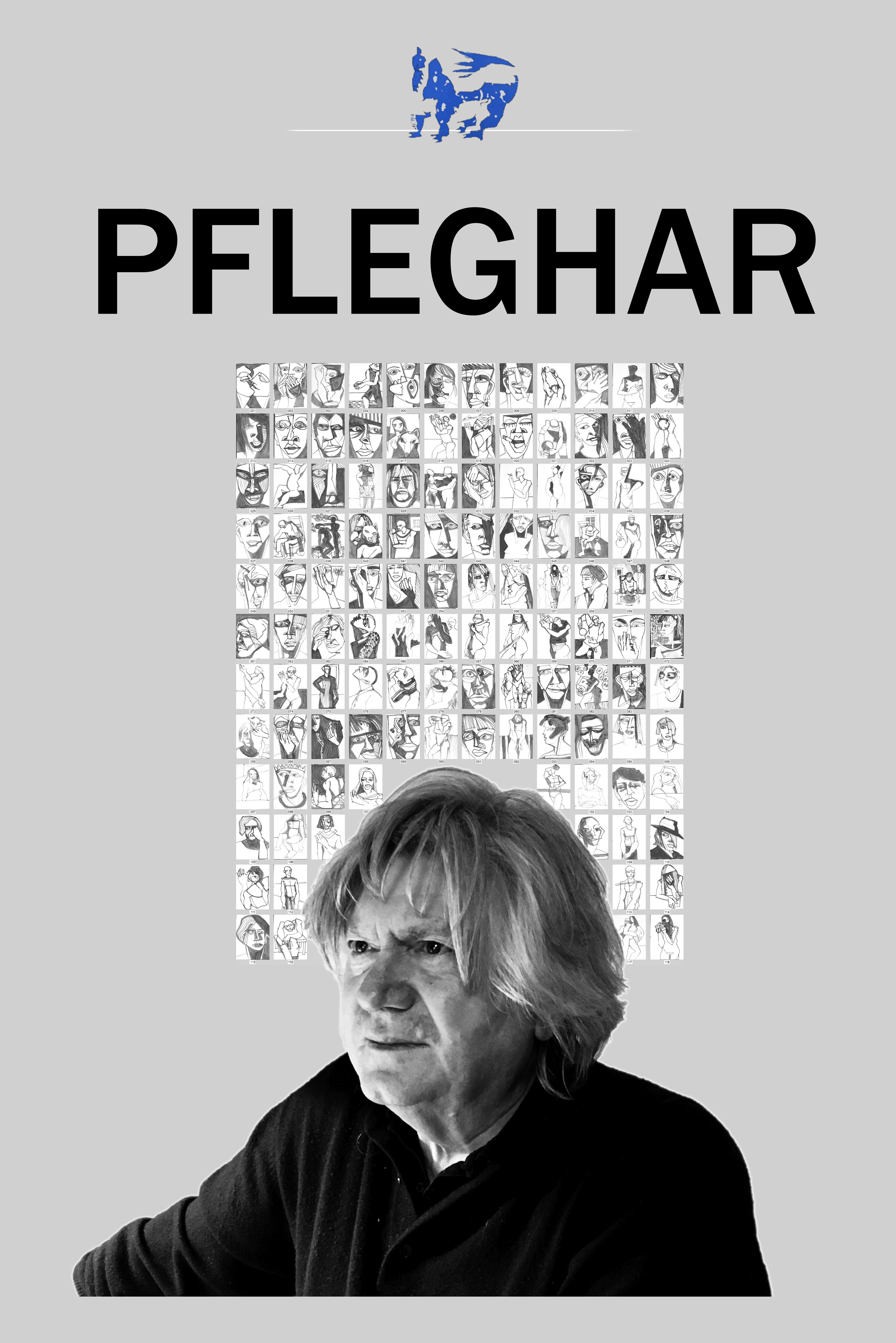
Artur Jost Pfleghar

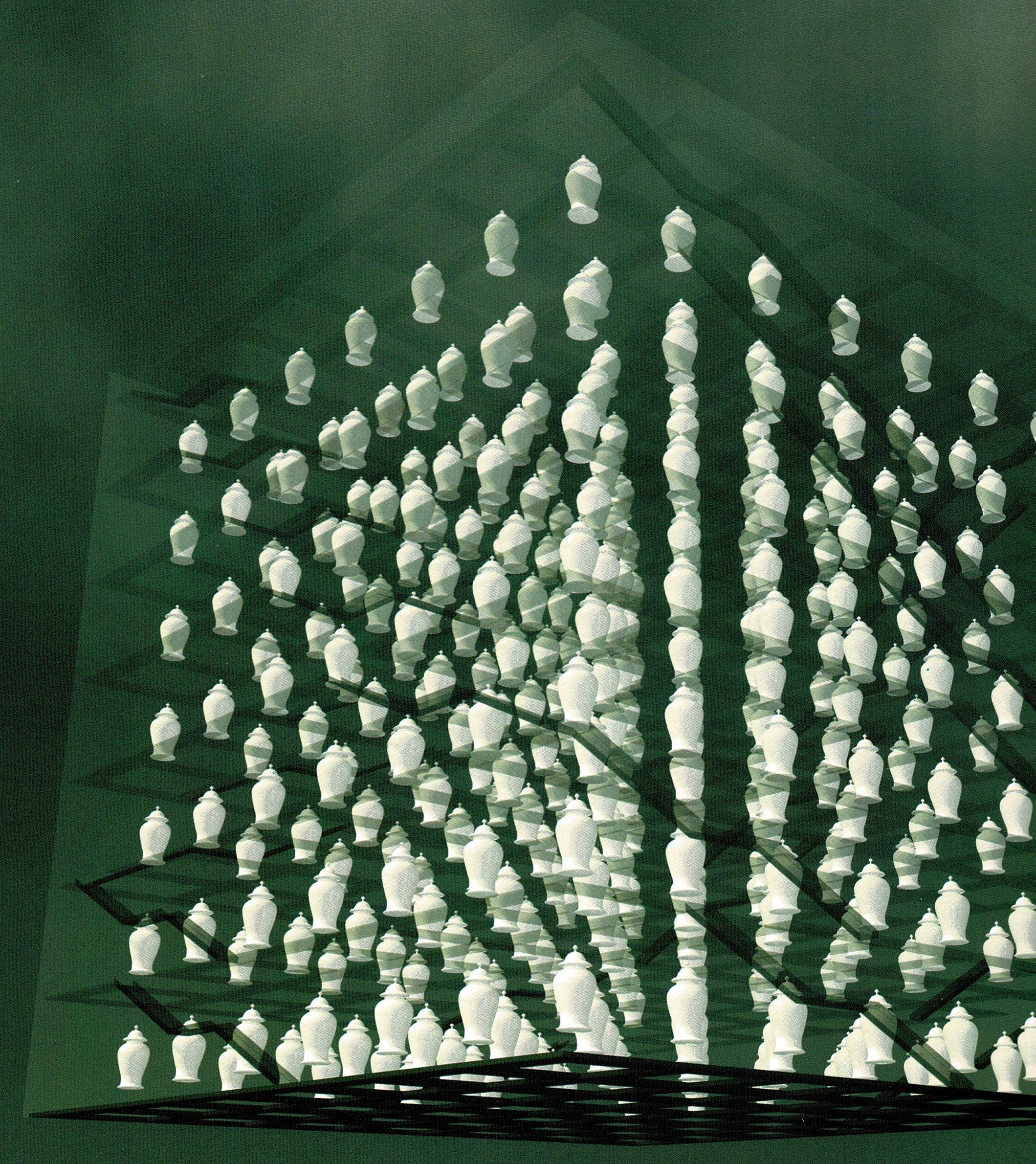
Projekt Kaaba, ein Kubus aus 343 Deckelvasen

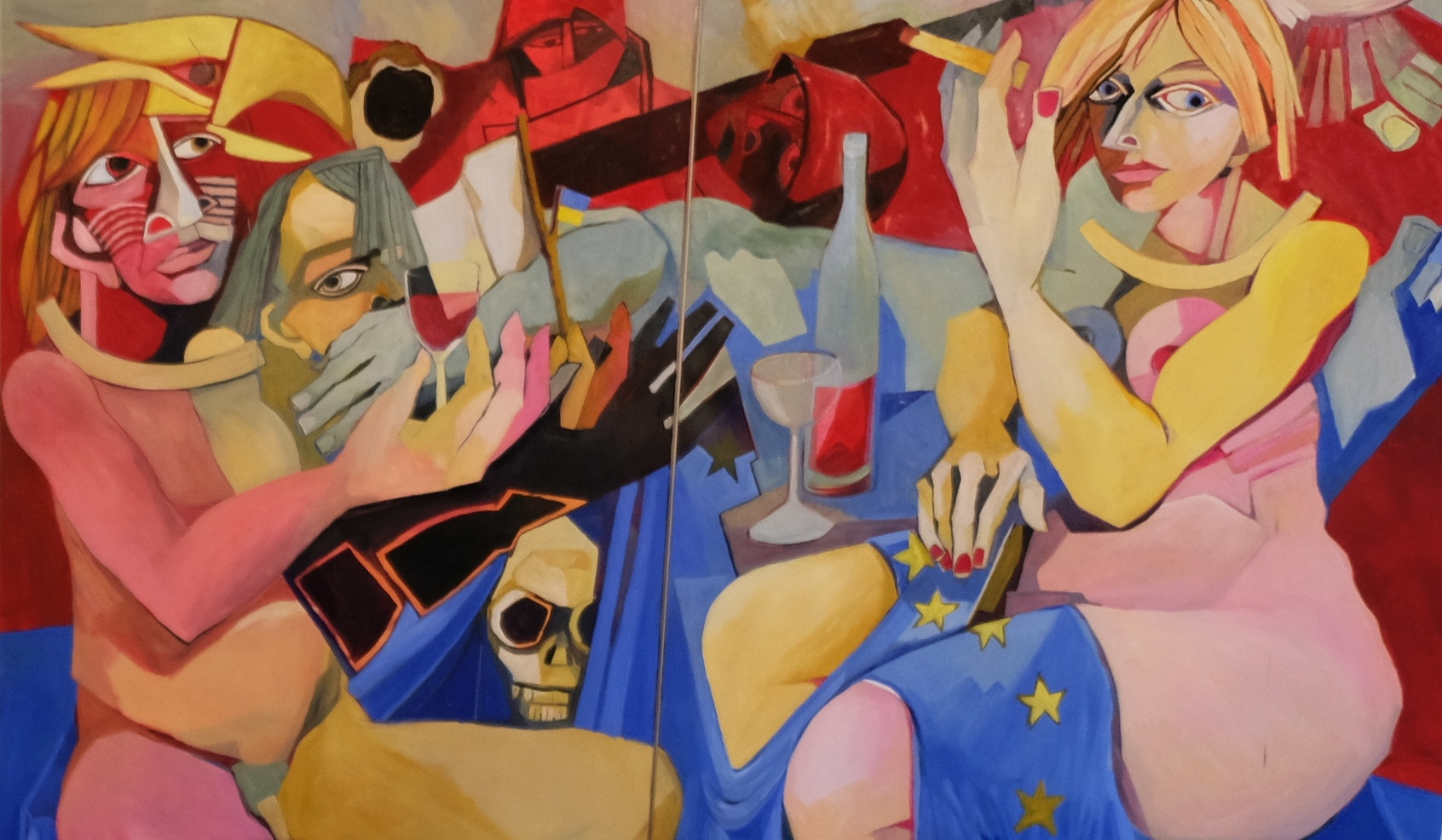
Auseinandersetzung mit dem Krieg in der Ukraine (H 200 x B 260 cm)

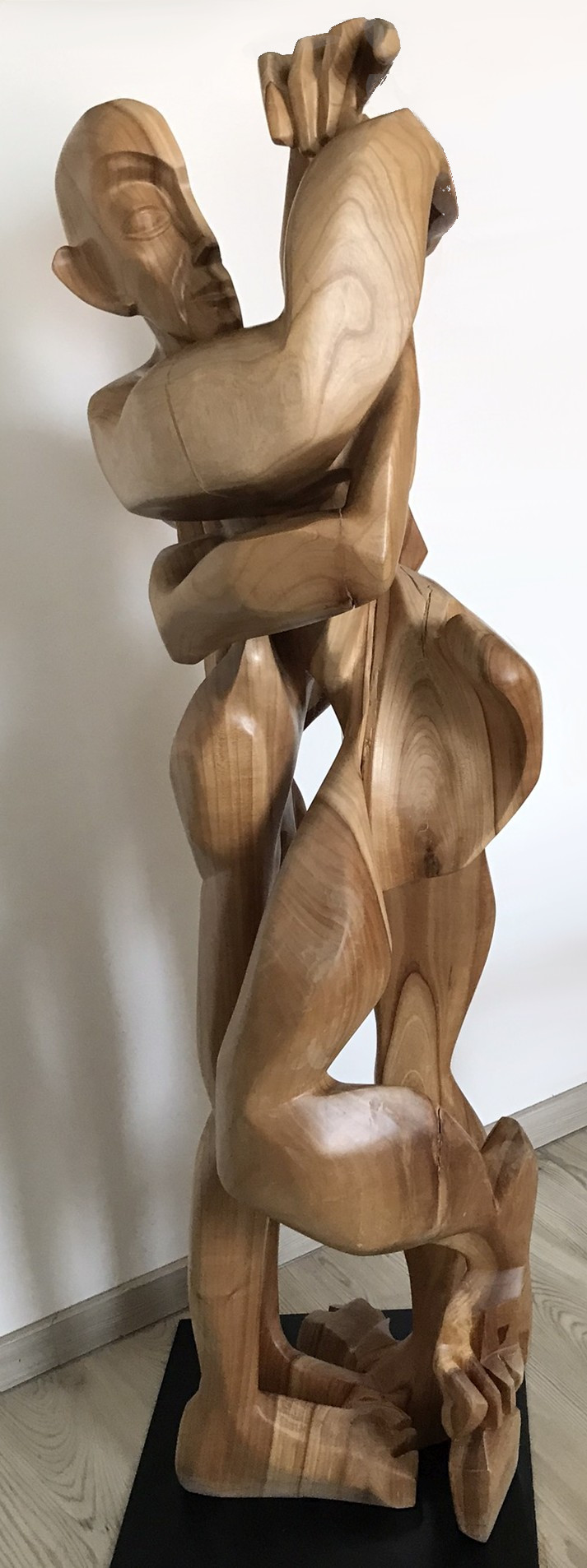
Figur (H ca.130 cm) aus Kirsche

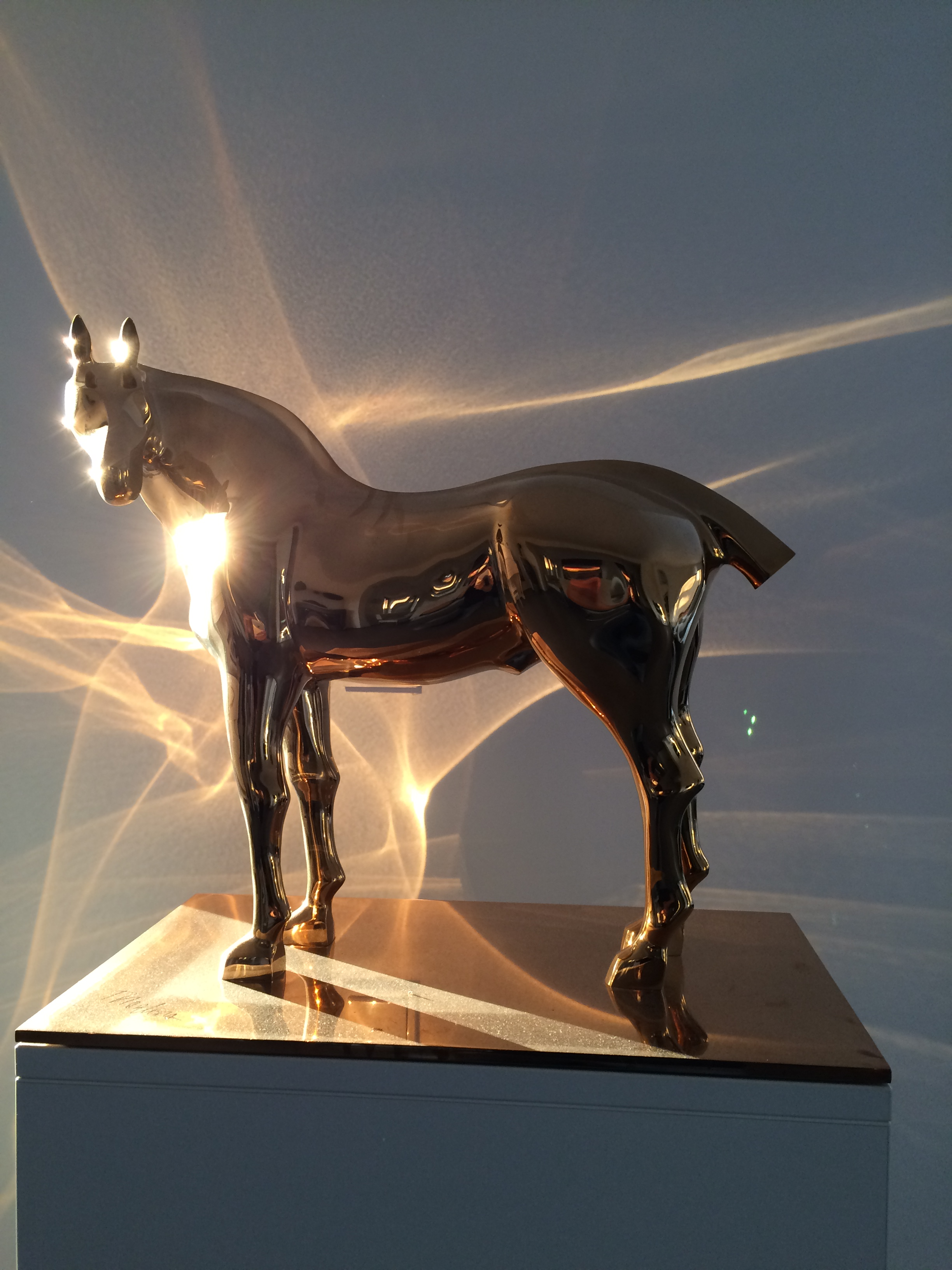
Hochpoliertes Bronzepferd (H 47 x B 53 cm)

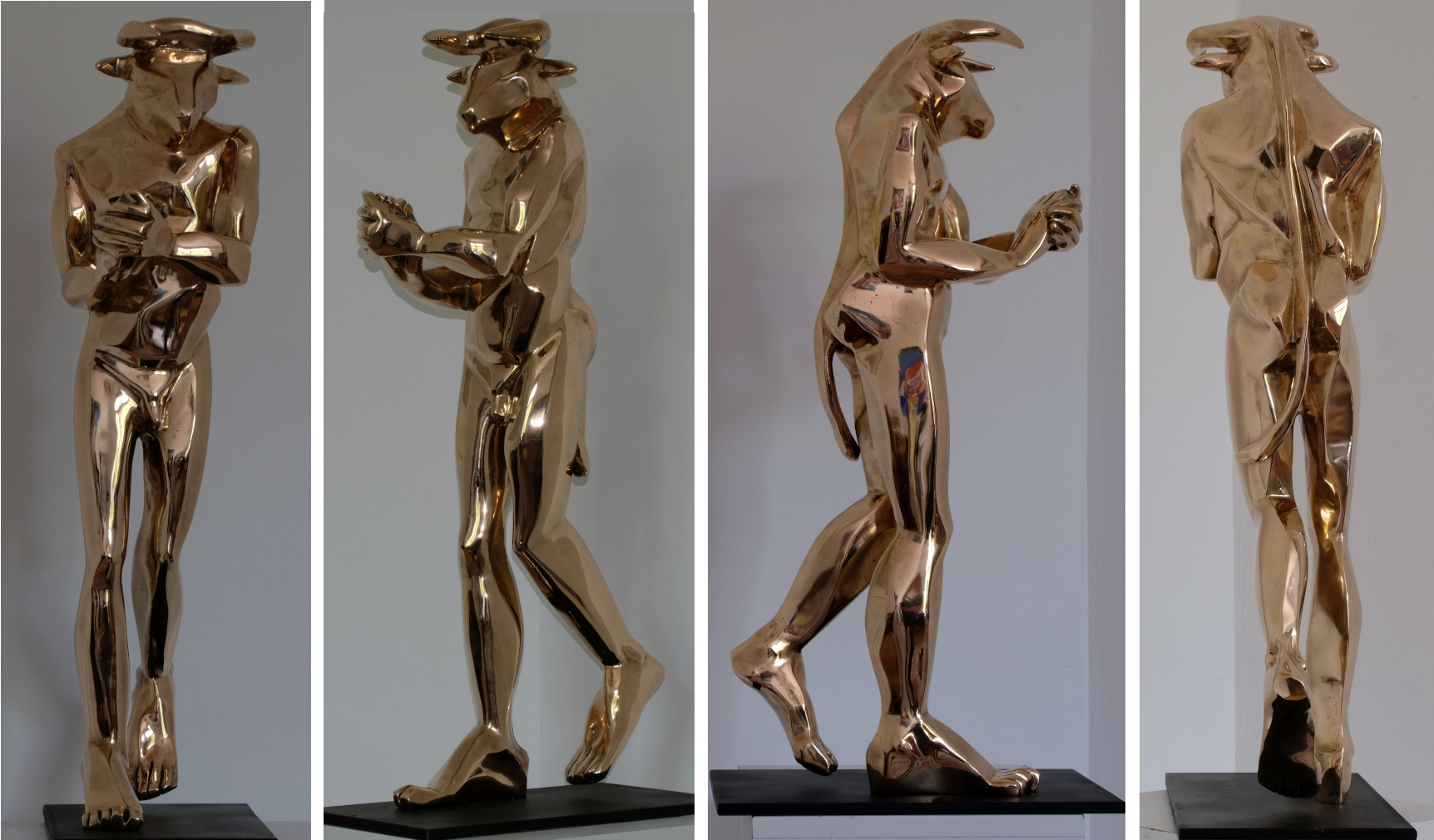
Hochpolierter Minotaurus (2024; H 75 x T 30 x B 20 cm)

Artur Jost Pfleghar (* 29. Juni 1945 in Teisnach) ist ein deutscher Maler und Bildhauer.

## Leben
Artur Jost Pfleghar begann seine berufliche Laufbahn bei Huters neue Weltschau. Seine Tätigkeiten erstreckten sich dabei von der Mitarbeit im Versand bis zur Überwachung der Druckfahnen. In dieser Wochenzeitung wurden auch seine ersten Karikaturen veröffentlicht. 1969–1975 war er in der Marketingabteilung einer Maschinenfabrik tätig. Als Maler und Bildhauer ist Pfleghar Autodidakt. Seine Mitarbeit  als Graphiker und Werbetexter bei der Gesamtkonzeption zur Gründung der „Galerie Kastenscheuer“ in Hochdorf war der Startpunkt seiner künstlerischen Laufbahn.
1982 stellte er zum ersten Mal in der Peterskirche in Vaihingen an der Enz aus.
Im Rahmen der „Landeskunstwochen BW“ (1988) erhielt sein Entwurf einer Landschaftsgestaltung mit großen farbigen Flächen, die an Abhängen zum Tal hin montiert werden konnten, den 3. Preis.
Die Öffnung des „Eisernen Vorhangs“ 1989 führte ihn nach Prag. Dort entdeckte er auf der Kleinseite über einem Hauseingang einen Keramikwolf. Dieses Tier wurde zu seinem Logo und zieht sich durch sein gesamtes künstlerisches Werk. Nächste Station wurde der Bayerische Wald. Im „Alten Schulhaus“ in Drachselsried (von 1989 bis 1999) hatte er 500 m² Arbeits- und Wohnfläche.
Er entdeckte für sich die Holzbildhauerei, die in der weiteren Entwicklung den gleichen Stellenwert einnahm wie das Zeichnen und die Malerei. Von 1991 bis 1994 arbeitete er in einem Wohnatelier in Brooklyn NY, unterbrochen von mehreren Aufenthalten in Deutschland. Dort entstanden Werke wie die Installation Manhattan und das Projekt Kaaba, ein Kubus aus 343 bemalten Deckelvasen. Letzteres entstand im Rahmen der damals stark thematisierten Sorge um das „Know-how“ der Industrie, bzw. dessen Erhaltung.
Seine Bilder haben immer Bezug zum aktuellen Zeitgeschehen. Aufgebrochene Formen, starke Farben und ein expressiver Ausdruck kennzeichnen seine Malereien und Zeichnungen.
Seine Figuren aus Holz wurden von Anfang an aufwendig hochpoliert; das gilt auch für die meisten seiner Bronzen.

## Öffentlich zugängliche Werke
- Regierungspräsidium Karlsruhe
- Stadt Pforzheim
- Stadtsparkasse Calw-Pforzheim in Niefern
- Jenoptik in Jena
- Passauer Neue Presse
- Versicherungskammer Bayern, München
- SSB-Stuttgarter Straßenbahn

## Projekte
- 1976/1979:Schlossgalerie „Kastenscheuer“
- 1983: Jugendmagazin „KLAR“ sowie Firmenzeitschrift „today“
- 1986/1987: Veröffentlichungen zum Thema „Synthese von Ökologie und Ökonomie“: Plastik Brainchip.
- 1989–1994: Installation Manhattan; Konzeption Kaaba (343 Vasen)
- 1995/1996: Drogenaltar, 5x3-4 m hohe Figuren tragen als Filter der Gefahren, nicht nur durch Drogen, den Brainchip. Darüber den „Wolf“ als Sinnbild für alles Böse, wie Kriege, Seuchen und andere Katastrophen. Nur als 1:1 Modell realisiert, das Projekt wurde nach dem Regierungswechsel in Baden-Württemberg gecancelt.[7]
- 1997: Neue Denkräume, Galerie der Stadt Waiblingen, Einführung: Dr. Helmut Herbst, Kunsthistoriker und Chef des Waiblinger Museums[8]
- 1997: Konzeption A K A Schloss Offenberg
- 1997: Zwei Brunnen in Drachselsried
- 1998: „LUPARA“ – Individuelle Realität und Chancen im Netzwerk
- 1998: Kunst im Kirchenraum[9]
- 2000: Neustrelitz, Figaros Hochzeit, Bühnenbild, Regie: Bernd Weikl.[10]

## Veröffentlichungen
- Pfleghar: Neue (Denk)räume. Ausstellungskatalog, Galerie der Stadt Waiblingen, 21. September bis 19. Oktober 1997. Hrsg.: Helmut Herbst. Galerie der Stadt Waiblingen, Waiblingen 1997, ISBN 978-3-00-001816-9.
- Artur Jost Pfleghar, Eugen Gomringer: Pfleghar, Arbeiten 1983–1993. Hrsg. von Marc Gundel in Zusammenarbeit mit Rocco Zaninelli. Neue-Presse-Verlag, Passau 1993, ISBN 978-3-924484-74-3.
- Marc Gundel, Artur Jost Pfleghar: Pfleghar. Im Blick des Sammlers. SüdOst-Verlag, Regenstauf 2001, ISBN 978-3-89682-090-7.
- Pfleghar, New Theben, 1990–2005. Marc Gundel, Helmut Herbst, Elmar Koenen, Tobias Trapp. Südost-Verlag, Waldkirchen 2005, ISBN 3-89682-092-3.
- Artur Jost Pfleghar, Anjalie Chaubal: Pfleghar, Im Blick des Sammlers, 2012. Südost-Verlag, ISBN 978-3-89682-094-5.
- Artur Jost Pfleghar Anleitung für Zeichnung. Regie: Max Rammler-Rogall